# SonneMondSterne
Pour les articles homonymes, voir SMS (homonymie).
SonneMondSterne (SMS) est un festival de musique électronique, et l'un des plus grands festivals en plein air du genre en Europe. Des représentants du rock et de la pop s'y produisent également de manière sporadique. Le festival est organisé annuellement le deuxième week-end d'août en Thuringe, au barrage de Bleilochtal, près de Saalburg-Ebersdorf.

## Histoire
La première édition du festival SonneMondSterne a lieu en 1997 sur deux scènes et accueille 2 500 visiteurs. En 2011, environ 35 000 personnes assistent à cet événement de trois jours. Depuis 2007, chaque festival SonneMondSterne est nommé avec un X comme complément, ce qui représente le chiffre romain dix. L'édition 2007 est donc nommé SMS.XI, ce qui correspond à la onzième édition. Le 20e anniversaire, en 2016, affiche complet dès le mois de février de l'année en question, un record dans l'histoire du festival.
En 2020 et 2021, le festival est annulé en raison de la pandémie de Corona et a donc été placé sur la liste rouge 2.0 par le Conseil culturel allemand. Il a ensuite lieu à nouveau en 2022 et retrouve sa taille antérieure avec environ 40 000 visiteurs.

## Manifestations apparentées
En 2001 et 2002, il y eut le Wintercamp, une série de manifestations organisées au mois de février pour combler le temps jusqu'au prochain SonneMondSterne. En raison de l'affluence, le camp d'hiver déménage en avril 2003 sur l'ancien aérodrome militaire d'Allstedt et s'appelle SonneMondSterne présente Camp Music. Le dernier Camp Music a lieu en 2004. 

## Programmations notables
| Nom       | Année | Participants |
| --------- | ----- | --- |
| SMS 1997  | 1997  | Pierre, Kenny Larkin, Karotte |
| SMS 1998  | 1998  | Sven Väth, Pierre, Steve Bug |
| SMS 1999  | 1999  | The Advent, Der Dritte Raum, Pierre, Tanith, Josh Wink, Steve Bug, Rob Acid, Thomas Schumacher |
| SMS 2000  | 2000  | Jeff Mills, DJ Hell, Johannes Heil, Steve Bug, Märtini Brös, Der Dritte Raum, DJ Clé, WestBam, Milk & Sugar, Chris Liebing, Tanith |
| SMS 2001  | 2001  | DJ Hell, Richie Hawtin, Chris Liebing, Zombie Nation, Steve Bug, Märtini Brös, Jeff Mills, Carl Craig, Richard Bartz, Tanith, Turntablerocker & Band, Tobi Neumann, Northern Lite, Milk & Sugar |
| SMS 2002  | 2002  | Adam Beyer, Alexander Kowalski, Dapayk, Paul Kalkbrenner, Monika Kruse, Moonbootica, Sieg über die Sonne, Ricardo Villalobos, Zombie Nation, Sven Väth, DJ Rush |
| SMS 2003  | 2003  | 2raumwohnung, Elektrochemie LK, Technasia, Console, Märtini Brös, Johannes Heil, Justus Köhnck und Band, Dapayk, Sven Väth, Richie Hawtin, WestBam, DJ Rush, Timo Maas, Pascal FEOS, Monika Kruse, Chris Liebing, Moonbootica, Ricardo Villalobos, Ellen Allien, Roman Flügel, Tobi Neumann, Wighnomy Brothers, Mathias Kaden |
| SMS 2004  | 2004  | Alter Ego, The Chemical Brothers, MIA., The Orb, Richie Hawtin vs. Ricardo Villalobos, Pitchtuner, Markus Welby, Anja Schneider, Luciano, Chris Liebing, Codec & Flexor, Dapayk, Monika Kruse, Mathias Kaden, Alexander Kowalski, DJ Koze, Wighnomy Brothers |
| SMS 2005  | 2005  | Sven Väth, Tiësto, Richie Hawtin, Ricardo Villalobos, The Prodigy, WestBam, Dave Clarke, Die Fantastischen Vier, Deichkind, Röyksopp, Akustikrausch, Ellen Allien, Northern Lite, DJ Rush, Alter Ego, Timo Maas, [J Koze |
| SMS.10    | 2006  | Kraftwerk, Basement Jaxx, Audio Bullys, WestBam und Band, Annie, Deichkind, Rex the Dog, Johannes Heil, Tobi Neumann, Scissor Sisters, Der Dritte Raum, Sven Väth, Paul van Dyk, Turntablerocker, Chris Liebing, DJ Hell, DJ Koze, Moguai, Carl Craig, Ricardo Villalobos, Moonbootica, James Zabiela, Toni Rios, Pascal FEOS, Frank Lorber                                                                                           |
| SMS.X1    | 2007  | Faithless, Die Fantastischen Vier, Paul van Dyk, Miss Kittin, Moonbootica, DJ Rush, Dave Clarke, DJ Karotte, Tobi Neumann, Johannes Heil, Ricardo Villalobos, James Holden, New Young Pony Club, Northern Lite, 2raumwohnung & Band, The Chemical Brothers, Sven Väth, Polarkreis 18, Laurent Garnier, Ellen Allien, Der Dritte Raum, Frank Lorber                                                                                    |
| SMS.X2    | 2008  | Massive Attack, Moby, Fettes Brot, Sven Väth, Magda, Richie Hawtin, Troy Pierce, Heartthrob, Extrawelt, MIA., Deichkind, Digitalism, Simian Mobile Disco, Northern Lite, Zoot Woman, DJ Koze, Boys Noize, Alter Ego, Lexy & K-Paul, Moonbootica, Felix Kröcher, Dubfire, Tiefschwarz, Karotte, Wighnomy Brothers, Moguai, Tobias Lützenkirchen, Tobi Neumann                                                                          |
| SMS.X3    | 2009  | Peter Fox, The Prodigy, Mr. Oizo, Deichkind, Laurent Garnier, Mia., Sven Väth, Northern Lite, Lexy & K-Paul, Turntablerocker, Polarkreis 18, Chapeau Claque, Fatboy Slim, Richie Hawtin, Carl Cox, Tiefschwarz, Felix Kröcher, Moguai, Dapayk & Padberg, Boris Dlugosch |
| SMS.X4    | 2010  | Die Fantastischen Vier, Underworld, Faithless, David Guetta, Richie Hawtin aka Plastikman, Sven Väth, Jan Delay & Disko No.1, Lexy & K-Paul, Miss Kittin, Kruder und Dorfmeister, Moguai, Ellen Allien, Tiefschwarz, Felix Kröcher, Dapayk & Eva Padberg, Boris Dlugosch, Boys Noize, Martin Anacker, Moderat |
| SMS.X5    | 2011  | The Chemical Brothers, Swedish House Mafia, Moby, Clueso and Disco-Stress, Deichkind, Mr. Oizo, The Bloody Beetroots Death Crew 77, Laserkraft 3D, Carl Cox, DJ Koze, DJ Rush, Dominik Eulberg, Erol Alkan, Gregor Tresher, Moonbootica, Oliver Koletzki feat. Fran, The Disco Boys, Chris Liebing, Ellen Allien, Bonaparte, Die Vögel                                                                                                |
| SMS.X6    | 2012  | The Prodigy, Fatboy Slim, Skrillex, Deichkind, Hot Chip, Steve Aoki, Loco Dice, Digitalism, Fritz Kalkbrenner, Lexy & K-Paul feat. Marteria, Marek Hemmann, Gesaffelstein, Frittenbude, Dubfire, The Koletzkis, Vitalic, Northern Lite, SebastiAn, Mathias Kaden, Chris Liebing, Apparat, Turntablerocker, Tiefschwarz |
| SMS.X7    | 2013  | Seeed, Boys Noize, Chase and Status, Nero, Knife Party, The Bloody Beetroots, MIA., Sven Väth, Fritz Kalkbrenner, Lexy & K-Paul, Moonbootica, Netsky, Feed Me, Marek Hemmann, Oliver Koletzki, Joris Voorn, Seth Troxler, Miss Kittin, Pan-Pot |
| SMS.X8    | 2014  | Deadmau5, Fatboy Slim, Calvin Harris, Steve Aoki, The Bloody Beetroots, Marteria, Netsky, Solomun, Modestep, Klangkarussell |
| SMS.X9    | 2015  | Calvin Harris, The Chemical Brothers, Faithless, Steve Aoki, Deichkind, Boys Noize, Fritz Kalkbrenner, Netsky, Tale of Us, Borgore, Robin Schulz, Marek Hemmann, Lexy & K-Paul, WhoMadeWho, Sigma, Alle Farben, Ostblockschlampen, Vitalic, Andhim, Andy C |
| SMS.XX    | 2016  | David Guetta, Paul Kalkbrenner, Die Antwoord, Knife Party, Rudimental, Robin Schulz, Sven Väth, Maceo Plex, Mr. Oizo, Nina Kraviz, Tiga, Gestört aber geil, Seth Troxler, Dada Life, Digitalism, Lexy & K-Paul, Kölsch, Guy Gerber, Marek Hemmann, Frittenbude, Alle Farben, Matthias Tanzmann, Ellen Allien |
| SMS.XXI   | 2017  | Major Lazer, Martin Garrix, Marteria, Steve Aoki, Marshmello, Galantis, Fritz Kalkbrenner, Felix Jaehn, Dillon Francis, Mr. Oizo, Boys Noize, The Bloody Beetroots, Sven Väth, Nina Kraviz, Netsky, Claptone, Sam Feldt, Ellen Allien, Vitalic, Gheist |
| SMS.XXII  | 2018  | Axwell Λ Ingrosso, David Guetta, Hardwell, Marshmello, Paul Kalkbrenner, Steve Aoki, Alan Walker, Chase and Status, Felix Jaehn, Richie Hawtin, Oliver Heldens, Sven Väth, Alle Farben, Boys Noize, Camo & Krooked, Charlotte de Witte, Chris Liebing, Digitalism, Gestört aber geil, Kölsch, Lexy & K-Paul, Pan-Pot, Sam Paganini |
| SMS.XXIII | 2019  | Calvin Harris, DJ Snake, Armin van Buuren, Don Diablo, Kontra K, Marteria, Casper, Nina Kraviz, Robin Schulz, Timmy Trumpet, Sven Väth, Alle Farben, Amelie Lens, Charlotte de Witte, Fisher, Netsky, Stephan Bodzin |
| SMS.XXIV  | 2022  | Martin Garrix, The Chainsmokers, Marteria, Robin Schulz, Timmy Trumpet, Alan Walker, Eric Prydz, Fritz Kalkbrenner, Amelie Lens, Charlotte de Witte, Nina Kraviz, Sven Väth, Vini Vici |
| SMS.XXV   | 2023  | Macklemore, Major Lazer, Paul Kalkbrenner, K.I.Z, Armin van Buuren, Amelie Lens, Ben Böhmer, Boris Brejcha, Camelphat, Charlotte de Witte, Chase and Status, 999999999 |
| SMS.XXVI  | 2024  | Calvin Harris, Hardwell, Steve Aoki, Charlotte de Witte, FISHER, Amelie Lens, Alan Walker, Kontra K., Brutalismus 3000, Marsimoto, Ski Aggu, Reinier Zonneveld LIVE, Vini Vici, HBz, Angerfist, OGUZ, Kobosil, I Hate Models, TRYM presents presents Millenium A/V show,, 999999999, Boys Noize, Kölsch, Neelix, Creeds, SHLØMO, Charlie Sparks, Die Gebrüder Brett, Kalte Liebe, LEVT, Pan-Pot, Clara Cuvé, Farrago, Giorgia Angiuli |